# Desfumare
Desfumarea (evacuarea fumului și a gazelor fierbinți) este procesul de extragere din spațiile incendiate a unei părți din fumul și gazele de ardere în scopul asigurării condițiilor de evacuare a utilizatorilor și a folosirii mijloacelor de intervenție la stingere, precum și pentru evacuarea gazelor fierbinți degajate de incendiu în fazele de dezvoltare.

## Clasificare
Desfumarea unei clădiri se poate face în mod natural sau mecanic:
- A. Desfumarea naturală (prin tiraj natural) se realizează prin evacuarea fumului și introducerea de aer proaspăt, direct sau prin tubulatură având legătură direct cu exteriorul, realizată astfel ca să asigure o eliminare satisfăcătoare a fumului din spațiul respectiv;

- Evacuarea naturală a fumului se poate face prin unul din următoarele sisteme :
a) prin ferestre de desfumare în fațadă
b) prin trape pe acoperiș
c) prin guri de evacuarea fumului
- Introducerea de aer proaspăt (denumit și aer de compensare) se poate face prin unul din următoarele sisteme:
prin ferestrele de desfumare din fațadă;
prin ușile spațiului care se desfumează, care dau spre exterior sau spre volume ce pot fi ușor aerisite
prin scări deschise
prin guri de introducere
- B. Desfumarea mecanică (prin tiraj mecanic) este asigurată prin extragerea mecanică a fumului și introducerea de aer proaspăt în mod natural sau tot pe cale mecanică, cu dispozitive astfel dispuse încât să asigure o desfumare a volumului considerat.